# Václav Pánek (pilot)
Václav Pánek (5. října 1915 Ústí nad Orlicí – 10. prosince 1942 Středozemní moře) byl český vojenský pilot Royal Air Force v období druhé světové války.

## Život

### Před druhou světovou válkou
Václav Pánek se narodil 5. října 1915 v Ústí nad Orlicí. Vychodil měšťanskou školu, poté se vyučil strojním zámečníkem. Od roku 1933 pracoval ve strojírně, po odchodu do Prahy pak na výrobě leteckých motorů ve firmě Walter. Létat začal díky Masarykově letecké lize, v roce 1937 pak nastoupil prezenční vojenskou službu u Leteckého pluku 4 ve Kbelích. Stal se leteckým mechanikem, poté v Chebu absolvoval základní pilotní výcvik, následně od roku 1938 působil jako pilot dvoumístných letadel u Leteckého pluku 1 v Milovicích.

### Druhá světová válka
Po německé okupaci v březnu 1939 a rozpuštění československého armádního letectva se Václav Pánek vrátil k zaměstnání ve Waltrovce. V srpnu téhož roku ilegálně opustil Protektorát Čechy a Morava a přes Polsko odešel do Francie, kde vstoupil do cizinecké legie. Po vypuknutí druhé světové války byl ze závazku propuštěn, dne 2. října 1939 v Paříži prezentován u Československé armády v zahraničí a zařazen k francouzskému letectvu k 136. pluku bombardovacího letectva. Po pádu Francie v červnu 1940 se evakuoval do Spojeného království. Zde byl 25. července přijat do Royal Air Force a po zaškolení na britskou leteckou techniku 28. března 1941 zařazen do 311. československé bombardovací perutě, kde první operační turnus dokončil 12. února 1942. Následně od 8. dubna 1942 sloužil u 24. dopravní perutě. Dne 22. června 1942 byl přeložen ke 138. peruti, jejímž úkolem bylo zajišťování spojení s odbojem v zemích okupovaných nacistickým Německem. Dne 10. prosince 1942 byl členem posádky, která odstartovala ve stroji Handley Page Halifax B Mk.II/1a W1002 NF-Y z Káhiry. Na palubě stroje bylo dalších šest československých letců a osm cestujících. Na Maltu, kde měli provést mezipřistání, nedoletěli. Příčiny zmizení stroje nebyly nikdy objasněny a moře těla posádky nevyplavilo. Dosáhl hodnosti rotného.

## Ocenění

### Vyznamenání
- 1941 Československá medaile Za chrabrost před nepřítelem
- 1941 a 2x 1942 Československý válečný kříž 1939
- Československá medaile za zásluhy I. stupně
- Pamětní medaile československé armády v zahraničí
- Croix de guerre
- Hvězda 1939–1945
- Britská medaile Za obranu

### Posmrtná ocenění
- Václav Pánek byl v roce 1991 in memoriam povýšen do hodnosti plukovníka